# I Got Next
I Got Next – trzeci solowy album rapera KRS-One.

## Lista utworów
| #  | Tytuł                                                         | Autor                                                           | Producent                                         | Wykonawca                                                               |
| -- | ------------------------------------------------------------- | --------------------------------------------------------------- | ------------------------------------------------- | ----------------------------------------------------------------------- |
| 1  | "1st Quarter – The Commentary"                                |                                                                 | KRS-One                                           | KRS-One                                                                 |
| 2  | "2nd Quarter – Free Throws"                                   |                                                                 | KRS-One                                           | KRS-One                                                                 |
| 3  | "The MC"                                                      | L. Parker, D. Padilla                                           | Domingo                                           | Feel X, Kevin Glover, KRS-One                                           |
| 4  | "I Got Next – Neva Hadda Gun"                                 | L. Parker                                                       | KRS-One                                           | Ingz, KRS-One                                                           |
| 5  | "Heartbeat"                                                   | L. Parker, R. Noble, L. Hill, K. Keaton, B. Robinson, M. Dewese | KRS-One                                           | Angie Martinez, Commissioner Gordon, Ingz, KRS-One, Redman, Ted Wholson |
| 6  | "Step Into A World (Rapture's Delight)"                       | L. Parker, J. West, C. Stein, D. Harry, H. Palmer               | Jesse West                                        | Keva, KRS-One                                                           |
| 7  | "A Friend"                                                    | L. Parker, R. Lemay                                             | Showbiz                                           | KRS-One                                                                 |
| 8  | "H.I.P.H.O.P."                                                | L. Parker, Thor-El                                              | KRS-One                                           | KRS-One, Thor-El                                                        |
| 9  | "Halftime"                                                    | L. Parker, G. Williams                                          | Commissioner Gordon                               | KRS-One                                                                 |
| 10 | "3rd Quarter – The Commentary"                                |                                                                 | KRS-One                                           | KRS-One                                                                 |
| 11 | "Klassicks"                                                   |                                                                 | DJ Cipher, Thembisa                               | KRS-One                                                                 |
| 12 | "Blowe"                                                       | L. Parker, R. Noble, R. Lemay                                   | Showbiz                                           | KRS-One, Redman                                                         |
| 13 | "Real Hip-Hop – Part II"                                      | L. Parker, S. Bouchet, S. Griffith, T. Hooks                    | KRS-One                                           | KRS-One, Lamont Fields, Mic Vandalz                                     |
| 14 | "Come To Da Party"                                            | L. Parker, A. Mills                                             | KRS-One                                           | Anthony Mills, KRS-One                                                  |
| 15 | "Can't Stop, Won't Stop"                                      | L. Parker, L. Muggerud                                          | DJ Muggs                                          | KRS-One, Ted Wholson                                                    |
| 16 | "Over Ya Head"                                                | L. Parker, G. Simone                                            | Commissioner Gordon, KRS-One                      | KRS-One                                                                 |
| 17 | "Just To Prove A Point"                                       | L. Parker, G. Simone, P. Hines, P. Mengede, E. Nappi            | Edward Nappi, KRS-One, Peter Hines, Peter Mengede | Bervin Harris, G. Simone, KRS-One                                       |
| 18 | "4th Quarter – Free Throws"                                   |                                                                 | KRS-One                                           | KRS-One                                                                 |
| 19 | "Step Into A World (Rapture's Delight) (Remix)" [Bonus Track] |                                                                 | Puff Daddy, Stevie J                              | KRS-One                                                                 |

## Single
- "Can't Stop, Won't Stop"
- "Step into the World (Rapture's Delight)"
- "Heartbeat"